# Syrische Oorlogen

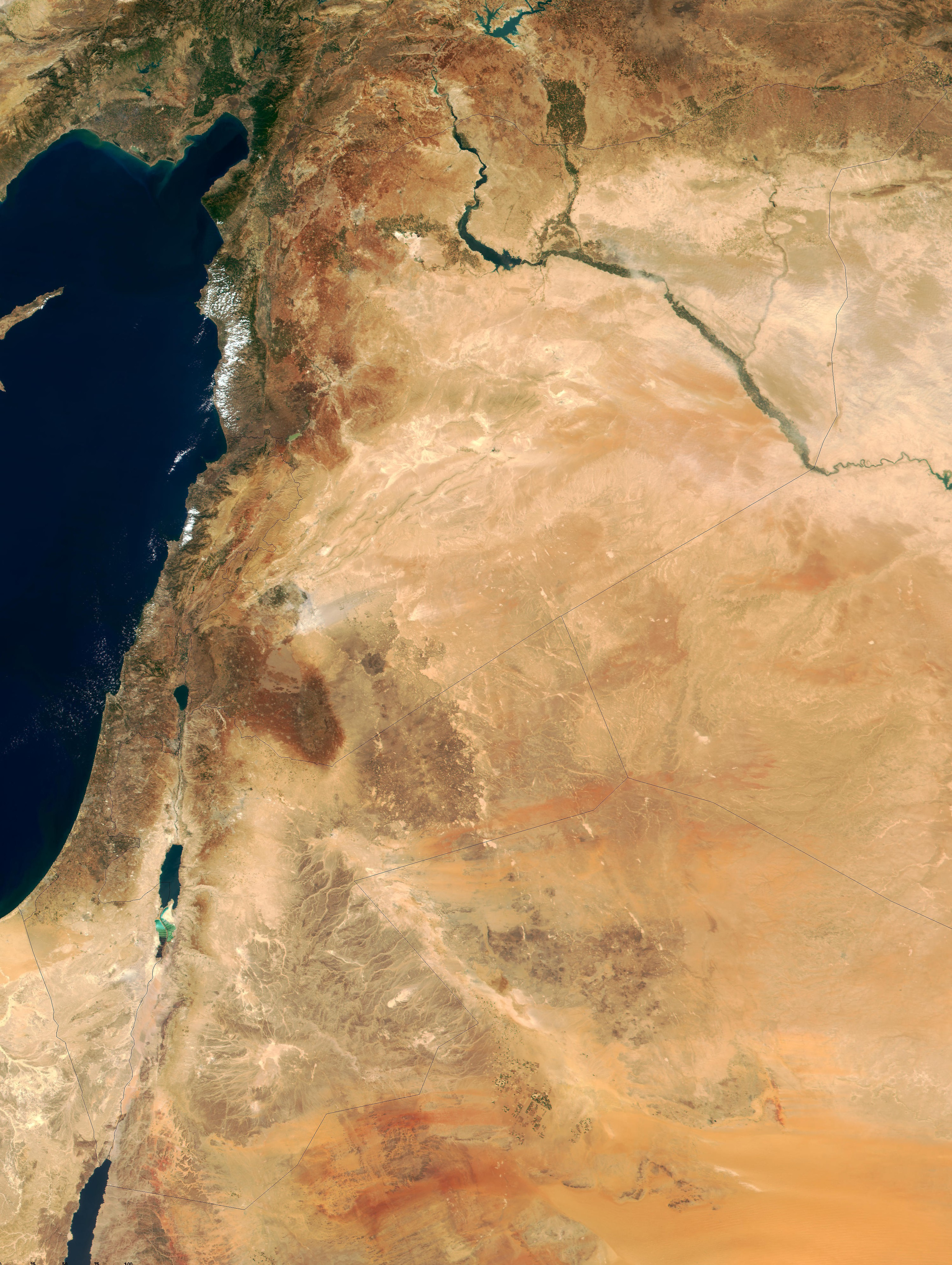
Coele-Syrië, het strijdtoneel van de Syrische Oorlogen

De Syrische Oorlogen waren een serie van zes oorlogen tussen het Seleucidische Rijk en het Ptolemeïsche Rijk, twee van de opvolgende rijken van dat van Alexander de Grote. Ze vonden plaats tijdens de derde en tweede eeuw voor Christus in Coele-Syrië, een van de enige toegangen naar Egypte. Deze conflicten verzwakten de beide rijken en leidden uiteindelijk tot hun eigen ondergang door de Romeinse Republiek en de Parthen.

## Achtergrond

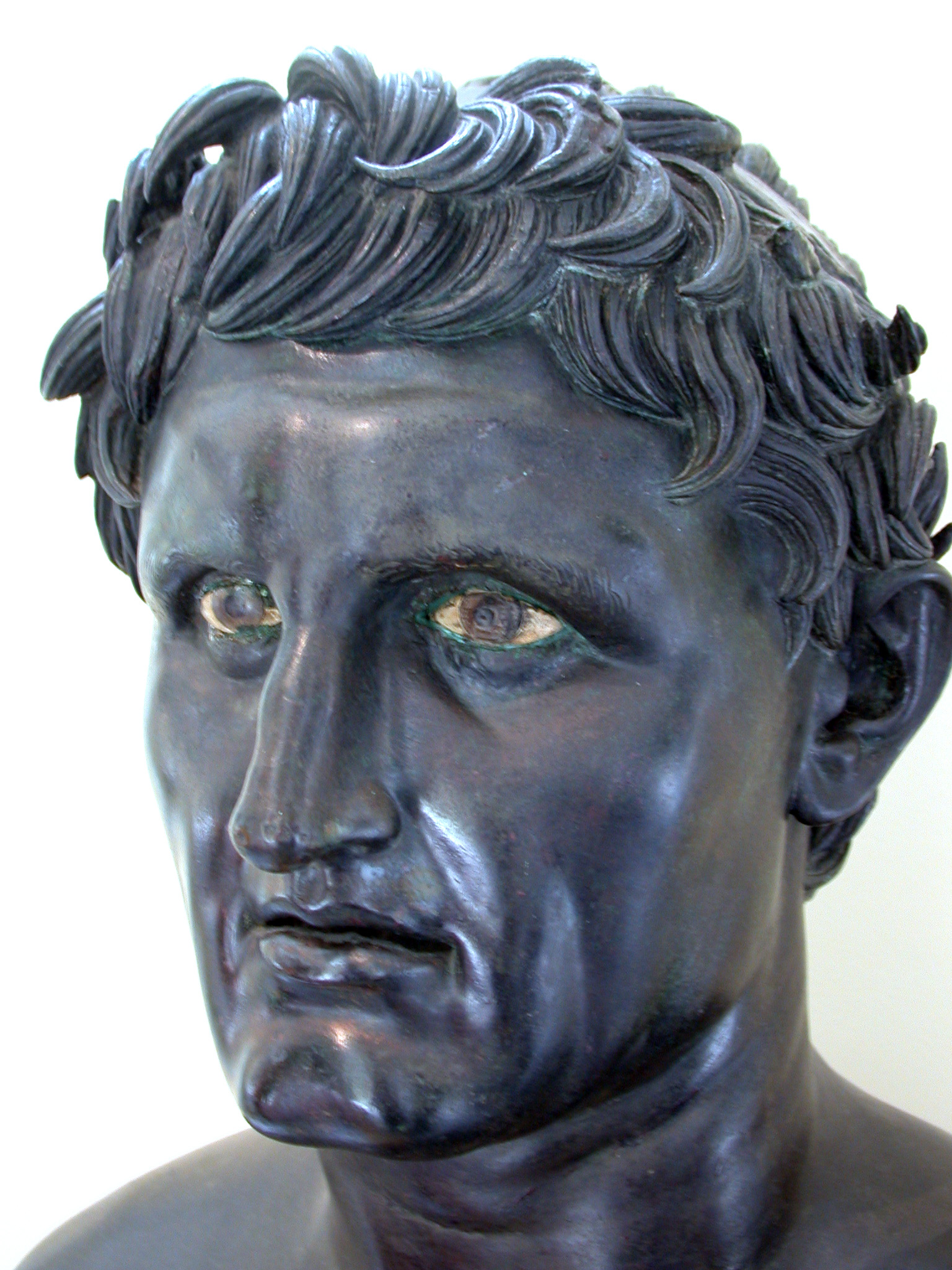
een buste van Seleucus I Nicator, de stichter van het Seleucidenrijk.

In de Diadochenoorlogen, die plaatsvonden na de dood van Alexander de Grote, kwam Coele-Syrië onder leiding van Antigonos I Monophthalmos. In 301 v.Chr. buitte Ptolemaeus I Soter, die zich vier jaar eerder tot koning van Egypte had gekroond, de gebeurtenissen van de Slag bij Ipsus uit om de regio over te nemen. Maar de overwinnaars bij Ipsus hadden Seleucus I Nicator, de stichter van het Seleucidische Rijk al aangeduid als heerser van Coele-Syrië. Seleucus, die geholpen was geweest door Ptolemaeus tijdens zijn klim naar de macht, ondernam geen militaire acties om de regio in te nemen. Maar toen ze beiden waren gestorven, werden hun opvolgers verwikkeld in een oorlog.

## Eerste Syrische Oorlog (274–271 v.Chr.)

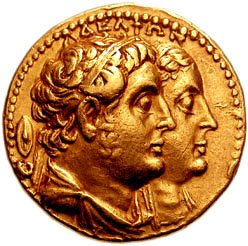
Een munt met daarop Ptolemaeus II Philadelphus, de eerste Ptolemaeïsche koning die oorlog voerde met de Seleuciden.

Na een decennium te hebben geregeerd, kwam Ptolemaeus II oog in oog te staan met Antiochus I, de Seleucidische koning die geprobeerd had om zijn bezittingen in Syrië en Anatolië uit te breiden. Ptolemaeus bleek een machtige heerser en een getalenteerde generaal te zijn. Daarbovenop trouwde hij met zijn zuster, Arsinoë II, en stabiliseerde zo het Egyptische hof, waardoor hij gemakkelijk een veldtocht kon ondernemen.
De Eerste Syrische Oorlog was een grote overwinning voor de Ptolemeeën. Eerst veroverde Antiochus de Egyptische bezittingen aan de kust van Syrië en Zuid-Anatolië. Ptolemaeus echter heroverde deze gebieden in 271 v.Chr. en breidde zijn heerschappij nog verder uit naar Carië en naar Cilicië. Omdat Ptolemaeus zich concentreerde op zijn vijand in het oosten, scheurde zijn halfbroer Magas zich af van het rijk en verklaarde de provincie Cyrenaica onafhankelijk. Deze regio zou onafhankelijk blijven tot het in 250 v.Chr. werd heroverd door het Ptolemeïsche rijk.

## Tweede Syrische Oorlog (260–253 v.Chr.)
Antiochus II volgde zijn vader op in 261 v.Chr. en begon een nieuwe oorlog. Hij kwam tot een akkoord met de huidige Antigonidische koning in Macedonië, voor wie het enkel voordelig zou zijn om Ptolemaeus II uit de Egeïsche Zee te verdrijven. Met Macedonische hulp lanceerde Antiochus II een aanval op de Ptolemaeïsche gebieden in Azië.
Het grootste deel van de informatie over de Tweede Syrische Oorlog is verloren gegaan. Het is duidelijk dat Antigonos' vloot Ptolemaeus de zijne versloeg in de slag bij Cos in 261 v.Chr. waardoor hij de macht op zee van Ptolemaeus stevig inperkte. Ptolemaeus zou grond verloren zijn in Cilicië, Pamphylië en Ionië, terwijl Antiochus Milete en Efese heroverde. De Macedonische hulp in de oorlog hield op toen Antiochus zowel afgeleid werd door een opstand in Korinthe en Chalkis, die waarschijnlijk opgestookt was door ptolemaeus, als door een toename van vijandelijke activiteit aan de noordelijke grens van het koninkrijk.
De oorlog werd beslist in 253 v.Chr. met het huwelijk van Antiochus en de dochter van Ptolemaeus, Berenice. Antiochus verstootte zijn vroegere vrouw, Laodice, maar gaf haar een aanzienlijk groot domein. Hij stierf in 246 v.Chr. in Efese, waarschijnlijk vergiftigd door Laodice. Ptolemaeus II stierf in datzelfde jaar.

## Derde Syrische Oorlog (246–241 v.Chr.)
De Derde Syrische Oorlog begon met een van de vele opvolgingscrisissen die de Hellenistische staten plaagden. Antiochos II liet twee ambitieuze moeders, zijn verstoten vrouw Laodice en Ptolemaeus' dochter Berenice achter in een strijd om respectievelijk elk hun zoon op de troon te krijgen. Laodice beweerde dat Antiochos haar zoon had genoemd toen hij op zijn doodsbed lag, maar Berenice redetwistte dat haar pasgeboren zoon de rechtmatige erfgenaam was. Bernice vroeg haar broer Ptolemaeus III, de nieuwe Ptolemaeïsche koning, om naar Antiochië te komen en haar te helpen om haar zoon op de troon te krijgen. Toen Ptolemaeus aankwam, waren Berenice en haar kind echter al vermoord.
Ptolemaeus verklaarde de oorlog aan Laodices zoon, Seleucus II, en behaalde grote successen tegen hem. Hij won veldslagen tegen Seleucus in Syrië en Anatolië, waarbij hij Antiochië voor een korte tijd kon innemen en hij zou zelfs Babylon bereikt hebben. Deze overwinningen werden ontsierd door het verlies van de Cycladen aan Antigonos Gonatas in de slag bij Andros. Seleucus had ook tegenslagen. Zijn dominante moeder vroeg hem om een co-regentschap te sluiten met zijn jongere broer, Antiochos. Deze verklaarde al snel de onafhankelijkheid, waardoor hij Seleucus' verdediging tegen Ptolemaeus sterk verzwakte.
In een vredesverdrag in 241 v.Chr. kreeg Ptolemaeus nieuwe gebieden op de noordkust van Syrië, waaronder ook de haven van Antiochië. Het Ptolemaeïsche Rijk was op het hoogtepunt van haar macht.

## Vierde Syrische Oorlog (219–217 v.Chr.)

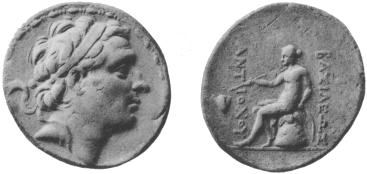
Een Griekse munt met daarop Antiochus III de Grote.

Toen hij de Seleucidische troon besteeg in 223 v.Chr. wilde Antiochus III de Grote alle verloren bezittingen vanaf Seleucus I Nicator heroveren, wat zich uitstrekte van Grieks-Bactrisch koninkrijk in het oosten, de Hellespont in het noorden en Syrië in het zuiden. Tegen 221 v.Chr. had hij de Seleucidische macht in Medië en Perzië hersteld, regio's die aan het rebelleren waren. Nu focuste de ambitieuze koning zich op Syrië en Egypte.
Egypte was ondertussen sterk verzwakt. De heerschappij van Ptolemaeus IV Philopator begon met de moord van de Koningin Moeder Berenice II. De jonge koning kwam al snel onder de invloed van zijn hovelingen. Zijn ministers gebruikten hun macht voor hun eigen goed, tot grote ontevredenheid van het volk.
Antiochos wilde voordeel behalen uit deze chaotische situatie. Hij begon in 219 v.Chr. de Vierde Syrische Oorlog. Hij heroverde de haven van Antiochië als steden in Fenicië, waaronder ook Tyrus. Liever dan onmiddellijk Egypte binnen te vallen, wachtte Antiochus nog meer dan een jaar in Fenicië, waarbij hij zijn nieuw veroverde gebieden consolideerde en luisterde naar diplomatische voorstellen van het Ptolemaeïsche rijk.

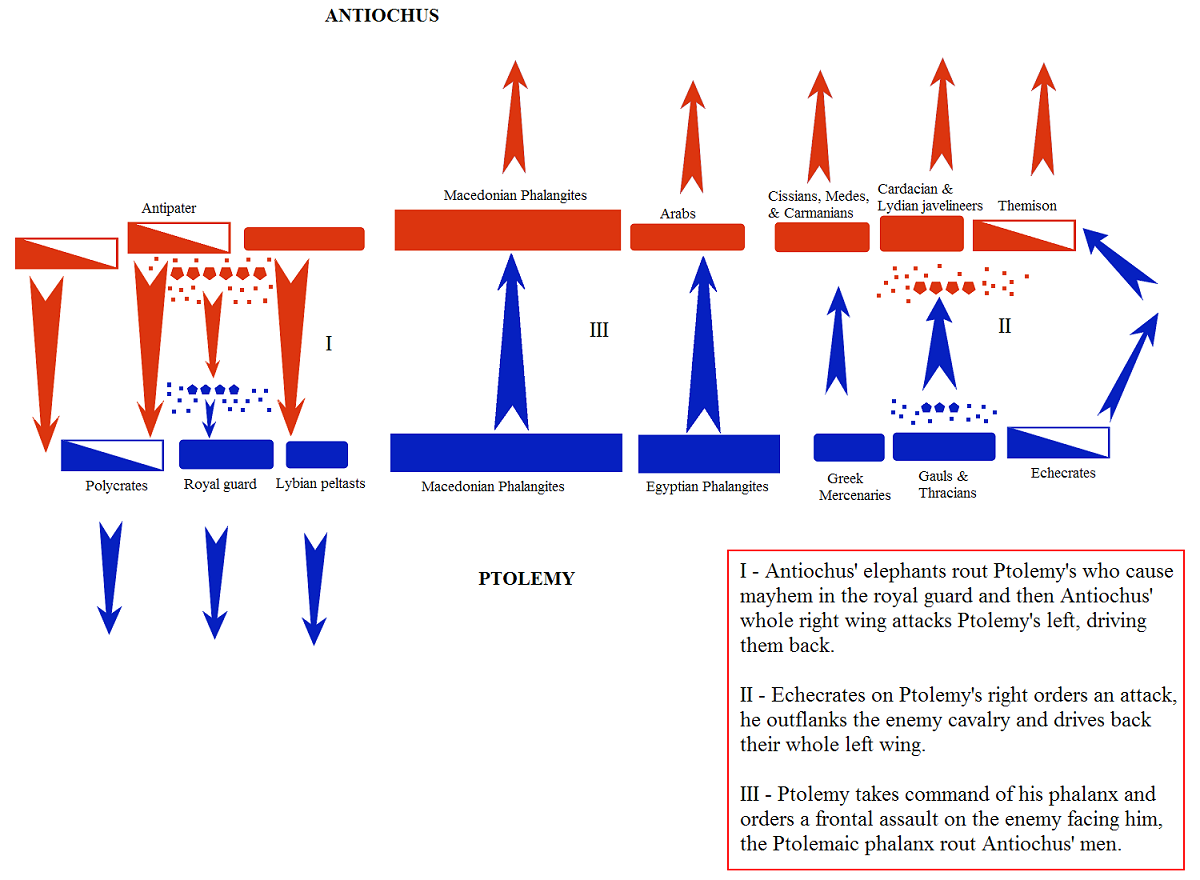
Verloop van de slag bij Raphia.

Ondertussen begon Ptolemaeus' minister een leger te verzamelen en te trainen. Hij rekruteerde niet enkel uit de lokale Griekse populatie, zoals Hellenistische legers normaal gezien waren, maar ook uit de Egyptische bevolking, waarbij hij minstens 30.000 inboorlingen in de falanx kon gebruiken. Deze innovatie had voordelen, maar zou later vreselijke gevolgen hebben voor de stabiliteit van het rijk. In de zomer van 217 v.Chr. viel Ptolemaeus Antiochus aan in de slag bij Raphia, de grootste slag sinds de slag bij Ipsus, een slag die meer dan tachtig jaar daarvoor plaatsvond.
Ptolemaeus' overwinning verzekerde hem van zijn controle over Coele-Syrië, maar de zwakke koning durfde niet nog verder Antiochus' rijk binnendringen, zelfs niet om de haven van Antiochië te heroveren. Het Ptolemaeïsche Rijk zou nog zwakker beginnen worden in de daaropvolgende jaren, leidend onder economische problemen en opstanden. Patriottisme had zich ontwikkeld onder de Egyptenaren die hadden gevochten bij Raphia. Zelfverzekerd en goed getraind begonnen ze een opstand, waarbij ze hun eigen koninkrijk stichtten in Opper-Egypte, dat de Ptolemaeën slechts in 185 v.Chr. konden heroveren.

## Vijfde Syrische Oorlog (202–195 v.Chr.)
De dood van Ptolemaeus IV in 204 v.Chr. werd gevolgd door een bloedig conflict voor de heerschappij omdat zijn wettige erfgenaam, Ptolemaeus V, nog slechts een kind was. Het conflict begon met de moord op de vrouw van de gestorven koning en zijn zus door zijn ministers, Agathocles en Sosibius. Het lot van Sosibius is onduidelijk, maar het lijkt erop dat Agathocles even het regentschap heeft kunnen opnemen tot hij gelyncht werd door een troep uit Alexandrië. Zijn regentschap werd overgenomen door een andere minister, waardoor het koninkrijk in staat van anarchie was.
Omdat hij probeerde om voordeel uit deze situatie te halen beraamde Antiochus III een nieuwe invasie in Coele-Syrië. Hij sloot een bondgenootschap met Philippus V van Macedonië om Ptolemaeus' niet-Egyptische gebieden te veroveren en te verdelen onder hen twee, maar deze alliantie hield niet lang stand. Antiochus kon echter al snel de beoogde regio veroveren. Na een korte rustpauze in Gaza bracht hij de Ptolemaeeën een vreselijke nederlaag toe in de slag bij Panium, dat hem de controle gaf over de belangrijke stad Sidon.
In 200 v.Chr. zond Rome boodschappers naar Philippus en Antiochus om hen te vragen om af te zien van een invasie van Egypte. De Romeinen zouden te erg leiden door verstoringen in de graantoevoer vanuit Egypte, die essentieel was voor de bevolking in Italië.
Problemen in zijn eigen koninkrijk dwongen Ptolemaeus om een snelle conclusie te nemen. De inboorlingen van Egypte rebelleerden elke keer opnieuw en brachten zo oproer en opstanden in het koninkrijk. Economische problemen zorgden ervoor dat de Ptolemaeïsche regering de belastingen moest verhogen, wat er voor zorgde dat de opstandelingen nog bozer werden. Om deze problemen eerst op te lossen, tekende Ptolemaeus een verdrag met Antiochus in 195 v.Chr. dat ervoor zorgde dat Coele-Syrië in het bezit bleef van de Seleuciden en zorgde ervoor dat Ptolemaeus trouwde met Antiochus' dochter, Cleopatra I.

## Zesde Syrische Oorlog (170–168 v.Chr.)

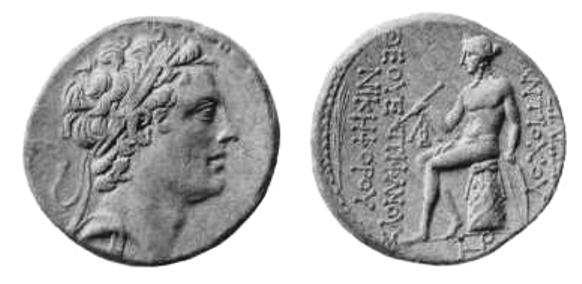
Munt met daarop Antiochus IV Epiphanes.

De oorzaken van dit conflict zijn onduidelijk. In 170 v.Chr. verklaarden Eulaeus en Lenaeus, de twee regenten van de jonge koning van Egypte, Ptolemaeus VI Philometor, de oorlog aan de Seleucidische heerser Antiochus IV Epiphanes. In datzelfde jaar werden Ptolemaeus' jongere broer en zus, Ptolemaeus VIII Physcon en Cleopatra II aangesteld tot medeheersers om de eenheid in Egypte te versterken.
De militaire operaties begonnen niet voor 169 v.Chr. toen Antiochus de belangrijke stad Pelusium innam. De Egyptenaren realiseerden zich dat ze dom waren geweest om de oorlog te starten, en Eulaeus en Lenaeus werden afgezet en vervangen door twee nieuwe regenten, Comanus en Cineas. Er werden boodschappers gestuurd naar Antiochus om te onderhandelen over vrede. Antiochus nam Ptolemaeus VI (die zijn neef was) onder zijn voogdij, waardoor hij de effectieve controle over Egypte kreeg. Maar dit was onacceptabel voor het volk van Alexandrië dat als antwoord hierop Ptolemaeus Physcon aanstelde als koning. Antiochus belegerde Alexandrië maar kon de stad niet innemen en eind 169 v.Chr. trok hij zich terug met zijn leger.
Intussen verzoenden Ptolemaeus VI en zijn broer. Antiochus, boos over het verlies van de controle over de koning, viel Egypte opnieuw binnen. De Egyptenaren zonden boodschappers naar Rome om hulp te vragen en de Senaat zond Gaius Popillius Laenas naar Alexandrië. Ondertussen had Antiochus Cyprus en Memphis veroverd, en marcheerde met zijn leger naar Alexandrië. Bij Eleusis, een van de buitenwijken van de stad, ontmoette hij Popilius Laenas, met wie hij bevriend was. Maar in plaats van een vriendelijk welkom, gaf Popillius de koning een ultimatum van de Senaat: hij moest zich onmiddellijk terugtrekken uit Egypte en Cyprus. Antiochus smeekte om wat tijd te krijgen om hierover na te denken maar Popillius trok een cirkel rond hem in het zand met zijn stok en zei hem dat hij moest beslissen voor hij eruit mocht stappen. Antiochus koos ervoor om het Romeinse ultimatum te gehoorzamen. De Dag van Eleusis eindigde de Zesde Syrische Oorlog en Antiochus' hoop om Egypte te veroveren werd de grond ingeboord.